# Prosorhynchoides
Prosorhynchoides är ett släkte av plattmaskar. Prosorhynchoides ingår i familjen Bucephalidae.
Kladogram enligt Catalogue of Life:
| Prosorhynchoides | \| \| Prosorhynchoides arcuata \| \| \| \| \| \| Prosorhynchoides basargini \| \| \| \| \| \| Prosorhynchoides cybii \| \| \| \| \| \| Prosorhynchoides gracilescens \| \| \| \| \| \| Prosorhynchoides labiatus \| \| \| \| \| \| Prosorhynchoides ozakii \| \| \| \| \| \| Prosorhynchoides sibi \| \| \| \| |
|                  | \| \| Prosorhynchoides arcuata \| \| \| \| \| \| Prosorhynchoides basargini \| \| \| \| \| \| Prosorhynchoides cybii \| \| \| \| \| \| Prosorhynchoides gracilescens \| \| \| \| \| \| Prosorhynchoides labiatus \| \| \| \| \| \| Prosorhynchoides ozakii \| \| \| \| \| \| Prosorhynchoides sibi \| \| \| \| |
|                  | Alcicornis |
|                  | |
|                  | Bucephalopsis |
|                  | |
|                  | Bucephalus |
|                  | |
|                  | Dolichoenterum |
|                  | |
|                  | Dollfustrema |
|                  | |
|                  | Paurorhynchus |
|                  | |
|                  | Prosorhynchus |
|                  | |
|                  | Rhipidocotyle |
|                  | |
|                  | Telorhynchus |
|                  | |
|                  | Prosorhynchoides arcuata |
|                  | |
|                  | Prosorhynchoides basargini |
|                  | |
|                  | Prosorhynchoides cybii |
|                  | |
|                  | Prosorhynchoides gracilescens |
|                  | |
|                  | Prosorhynchoides labiatus |
|                  | |
|                  | Prosorhynchoides ozakii |
|                  | |
|                  | Prosorhynchoides sibi |
|                  | |

|  | Prosorhynchoides arcuata      |
|  |                               |
|  | Prosorhynchoides basargini    |
|  |                               |
|  | Prosorhynchoides cybii        |
|  |                               |
|  | Prosorhynchoides gracilescens |
|  |                               |
|  | Prosorhynchoides labiatus     |
|  |                               |
|  | Prosorhynchoides ozakii       |
|  |                               |
|  | Prosorhynchoides sibi         |
|  |                               |